# Ta’ Dabrani
Ta’ Dabrani – wzgórze na Malcie, w gminie Żebbuġ, na wyspie Gozo. Ma wysokość 141 m n.p.m.